# ルノワール絵画事件
ルノワール絵画事件（ルノワールかいがじけん）は、1991年（平成3年）に発覚した、池田大作が創立した東京富士美術館購入のルノワールの油彩画2点をめぐる不透明な絵画取引である。1990年（平成2年）6月から始まった東京国税局による創価学会の税務調査の最中に発覚した事件で、この絵画取引にも学会が深く関係していた。最終的には、創価学会以外の関係者が強制捜査を受け、資金の流れの大半は解明されたが、その後も3億円の行方だけはわかっていない。新聞報道や裁判での関係者の証言は一定数あるが、首尾一貫しておらず、事件の正確なところは不明である。

## 概要
1991年（平成3年）3月30日付朝日新聞朝刊によるスクープ（『三菱商事 絵画取引で15億円不明 ルノワール2点 国税当局が調査』）で世間に公になった事件である。
1989年（平成元年）、東京・港区の画商が所有するルノワールの油彩画2点が、アート・フランス社、陶器販売会社・立花を仲介役にして三菱商事へ売却され、同社の所有となった。しかし、三菱商事による購入は一種の偽装であり、実際の買い手は創価学会だった。学会が購入を偽装した理由はわかっておらず推測の域を出ない。三菱商事による購入から約1年半後に、油彩画2点は東京富士美術館が同商事から購入し同館の所有に変わった。
問題となったのは、購入資金・購入意図の不透明さと、三菱商事の虚偽税務申告である。これらは複雑なので、後述する。
申告内容に不信を抱いた東京国税局の調査により、申告が虚偽であることがわかり、最終的に強制捜査にまで発展した。ただ、捜査は不完全なもので、画商らは起訴され有罪になったが、三菱商事の側は不起訴になっている。また、創価学会関係は捜査の対象にすらならなかった。
当時、進行中だった創価学会の税務調査と合わせて、公明党・最高顧問だった矢野絢也が竹下登元首相に対し、警察や国税庁に手心を加えるよう口利きを依頼していたことがわかっている。また、それ以外にも創価学会が国税庁幹部に工作を行っていた。
なお、税務調査の範囲を極力狭めようとした創価学会の工作は、当時、下野間際だった自民党政権・政界再編と密接に結びついており、単なる、学会資産の不明朗な使途・脱税の域を越えたきわめて政治的なトピックだった。

## 事件の経過
事件発覚の少し前まで、日本はバブル経済の最中にあり、絵画取引は脱税の手段、あるいは裏社会の詐欺師たちの資金づくりとして大いに利用されていた。これは、絵画は登記が不要な上、不透明な商慣行のままだったので、取引の詳細がわかりにくく、外部の人間には実態の把握が難しかったためである。
ルノワール絵画事件発覚の数ヶ月後にはイトマン事件に捜査のメスが入り、その中でも、高額な絵画取引を利用して、イトマンから裏社会に巨額の資金が流出したことが判明している。そもそも、イトマン事件でイトマン社長・河村良彦が、同社の常務・伊藤寿永光を窓口として許永中と巨額の絵画取引を行った背景には、本事件でも登場する消費者金融アイチのオーナー・森下安道の話から、河村が興味をもったのが原因だと言われている。許永中に絵画取引の手ほどきをしたのも森下だったという。森下が経営していたノンバンク・アイチは本事件でも登場する。

### ルノワール絵画の来歴
本事件で取引されたルノワールの絵画2点（『浴後の女』と『読書をする女性』）は、元はヨーロッパで所蔵されていたが、その後名古屋市の絵画販売会社が購入、1988年（昭和63年）8月に同社が渋谷区の画商に転売した。この時の転売価格は『浴後の女』が8億6千万円、『読書をする女性』が1億9千万だったが、その1ヶ月後、更に5千万円上乗せされて総額11億円で港区の画商に転売された。

### 絵画取引の経緯
この港区の画商は『浴後の女』を担保にして金融業者・アイチから融資を受け、その返済のために、1989年（平成元年）3月、南青山の画商・アート・フランスの社長にこれら2点のルノワール絵画の販売を委託した。ルノワール絵画事件は、このアート・フランスを源にして始まる。
アート・フランス社長は、陶磁器販売会社「立花」の女性役員を仲介にして油彩画を三菱商事に売った。不可解なのは、ここに創価学会の副会長が登場することである。
1991年（平成3年）4月5日付読売新聞の報道によると、この女性役員は、ルノワールの絵画2点を創価学会に売ることを企図、創価学会員のコンサルタント会社経営者に話を持ちかけ、この経営者が更に学会の八尋頼雄副会長 (創価学会顧問弁護士) に話をつないだのだという。この時点で女性役員は経営者に対し、スイス在住のフランス人から購入したものだと絵画の来歴を偽った上、極秘理に国内に持ち込んだので内々に処理したい、ともちかけており、最初からいかがわしい取引だったことがわかる。
この不透明な絵画取引の発端についてはいくつかの証言があるが、矛盾したものもあり真相はよくわかっていない。取引が純粋に女性役員の発意によるものなのか、三菱商事の発表（後述）から推測されるように、最初から創価学会が計画を作ったのかは明白な証拠がなく依然としてわからないままである。はっきりしているのは、ルノワールの油彩画2点は女性役員から三菱商事へ売却されたこと、三菱商事が絵画の購入代金を振り出したこと、女性役員はこの取引で2億円の手数料を手に入れたこと、八尋副会長が三菱商事に対して、購入費36億円で絵画の代理購入を依頼していたことだけである
いずれにしても、事件発覚当初から、創価学会の裏金づくりか、もしくは創価学会による裏のある絵画取引として仕組まれたのではないかとの疑惑は、マスコミ全般、国税局、捜査当局にはあった。ジャーナリストの落合博実（元朝日新聞記者、ルノワール絵画事件をスクープした記者の1人）は、その著書『徴税権力』の中で、取引を隠蔽するため当初から創価学会が関わっていた事件であり、女性役員は取引の実態を隠すために加えられた、三菱商事もそのための1つの手段として使われた、と考えている。

### 三菱商事が購入
1989年（平成元年）3月28日の昼過ぎに、帝国ホテルの桂の間で絵画の購入取引が行われた。絵画を購入したのは三菱商事である。
この場には8人が居合わせ、アート・フランス社長、三菱商事部長代理、アイチ部長、東京富士美術館副館長、立花の女性役員、前述のコンサルタント会社経営者と、もう1人、マネジメント会社社長がいた他八尋頼雄創価学会副会長もいたことがわかっている。
購入に携わったのは、三菱商事のディベロッパー事業部（開発・建設部門）で、これまで絵画取引に関係したことのない部門であり、不自然さは否めない。また、朝日新聞の報道により事件が発覚したあとに開いた緊急記者会見の席上、野口秀雄常務が、ディベロッパー部門による絵画取引はこれが最初で最後だ、とやはり不自然な説明をしている。なお、後にこの説明は虚偽であることがわかっている。
三菱商事のディベロッパー事業部は創価学会と関係の深い部門で、学会の墓苑の事業や、学会関連施設の土地探し・買収・開発を一手に引き受けていたことでも知られている。
ルノワールの油彩画2点は、アイチの部長と港区の画商の知人2人が桂の間に運び込み、会場のセッティングをした。このあと、後者の知人は会場から出され、10人くらいの私服ボディーガードが会場周辺を固める中、桂の間で前述の8人が取引を始めた。絵画2点は帝国ホテルでの取引のあと、東京富士美術館に直行し、寄託扱いになった。
三菱商事は、これら2点の油彩画を36億円で購入・資産計上し、税務申告した。このときの税務申告では、絵画はアート・フランス社や港区の画商、「立花」ではなく、スイス在住の2人のフランス人 (ハーマー・ワーウィックとジャン・ピエール・ベルン) から購入したことになっており、虚偽申告である。
三菱商事による絵画購入から1年以上経った頃、個人と商社が巨額の絵画取引をしたことに不信を抱いた国税庁が調べたところ、上記フランス人の入国記録がないこと、三菱商事が持っている領収書（36億円、フランス人2人のサインがある）に記載されているスイスの住所に該当者がいないことがわかり、同庁は本格的な調査に乗り出した。国税庁で投入されたのは、調査第1部の調査官「A班」で、特に優秀な人材で構成されていた。
国税庁は当初、三菱商事に対して甘い処分で済ませようとしたが、この後まもなく朝日新聞によるスクープ記事（1991年3月30日付朝日新聞朝刊「三菱商事　絵画取引で15億円不明」）として報道され、世間で騒ぎになる事態となった。

### 購入代金36億円
三菱商事は購入代金として額面1億円の預金小切手36枚を振り出した。小切手を発行したのは三菱銀行本店で、三菱商事ディベロッパー部門と同様、創価学会と親密な関係にある (特に四谷支店) ことが知られている。小切手の受け渡しは前述の3月28日の帝国ホテル桂の間での席上のことで、三菱商事代理から八尋副会長へ渡された。代わりに副会長から同社代理に領収書が手渡された。
ただし、学会側の説明は食い違っており、「立花」の女性役員が預金小切手を準備して、それを八尋副会長が受取り、三菱商事に渡したと主張している。どちらが真実かはよくわからない。
小切手36枚は、八尋副会長とマネジメント会社経営者を経由して一度アート・フランス社長に渡り、同社長はそのうちの21枚（21億円） を、絵の所有者である港区の画商へ渡した。この点は、国税庁も事実として認定しており、真実だと見られる。
この36億円の支払いには様々な不審点が見られる。まず、振り出された小切手の種類が不自然だった。
預金小切手で支払いをする場合、多額の取引では盗難・紛失の被害を避けるために横線小切手を使うのが常識なのに、三菱商事は、換金者が誰なのかが確認できない無横線小切手を振り出していた。また、換金されたうち14億円（小切手14枚）が5人の架空名義で現金化された。
なお、1991年に朝日新聞が事件をスクープをした際には、この14億円の行方は不明なものとして報道されたが、その後の捜査で、架空名義で換金した5人のうち2人と行方不明の小切手15枚のうち5枚の行き先だけは判明しており、コンサルタント会社社長とマネジメント会社社長の2人に5枚が渡った
。
残りの3人、小切手10枚については不明だが、コンサルタント会社社長が読売新聞のインタビューに答えた内容によれば、10枚の小切手は「立花」の女性役員とアート・フランス社長に渡ったはずだと述べている。また、その後の金の行き先は不明だとも述べている。

### 東京富士美術館が購入
三菱商事が36億円で購入したあと、これらルノワールの絵画2点が1990年（平成2年）秋に41億円で東京富士美術館へ転売された。絵画の購入について東京富士美術館は、三菱商事から寄託を受けたあと、一度返却したが、絵がよいものだったので1990年（平成2年）9月に購入を決めたと説明している。
しかし、一般的に言って、学会側の説明を鵜呑みにする者は少ない。多くは、美術品収集を趣味とする池田大作創価学会名誉会長が、所得を把握されずに絵画を購入するためにこのような複雑な購入経路を使ったのではないかと憶測している。

## スクープ
絵画取引と、絵画が東京富士美術館に収蔵されるまでの経緯は判明している限り以上のとおりだが、これらはその当時（1989年から1990年にかけて）は世間には知られていなかった。
不透明な取引について国税庁調査第一部が不信の念を抱き調査を始めたのが、1990年（平成2年）秋のことである。
絵画取引からほぼ2年後の1991年（平成3年）3月30日朝刊で朝日新聞がスクープした。これ以後、新聞各社週刊誌などで続々と国税庁による調査や事件の内情を知らせる報道が続いた。報道では、絵画取引の不明朗な資金の流れは創価学会の裏金になったのではないか、というのがもっぱらだった。
同年4月10日の読売新聞の記事では、「立花」の女性役員が国税局の取り調べを受けたあとで、家族や知人に、「自分は仲介役をしただけで金はもらっていない。しゃべれば殺される」と話し、その後身を隠した、と報道された。
ただし、この女性役員の証言の信ぴょう性はあいまいである。「立花」の女性役員は新聞の取材で何度かインタビューに答えているが、その証言は毎度異なっており、どこまで真実を述べているのかは疑わしい。事件発覚直後の4月10日の読売新聞の記事では、上記のように答えているが、11月14日の朝日新聞夕刊では、「『三菱商事の方からこう説明してくれ』と頼まれた。内容は商取引の信義として言えない」「私は商事や学会が取引に加わっていたなんて知らなかったのです。取引全体のことはわからない」と述べており、自分が事件の中心人物ではないと主張している。
さらに、「立花」の女性役員に加えて、アート・フランス社長もかなり長期に渡って行方をくらませた。

## 強制捜査
三菱商事は1991年（平成3年）5月23日の決算発表で、行方不明になった15億円について、使途の説明ができないことから国税局の指示にしたがい、課税対象となる交際費として申告し直すことを表明、三菱商事の取引で税務の面からはこれで決着がついた。
一方で、本事件の関係者は強制捜査を受けた。捜査は2種類あり、警視庁による古物営業法違反容疑の線、もう1つは所得税法違反容疑による国税局の捜査である。東京地方検察庁が捜査に入ったという学会内部情報もあったが、少なくとも報道はなく、事実だったかどうかは不明。

### 古物営業法違反容疑
1991年（平成3年）7月、警視庁防犯部は古物営業法違反容疑で「立花」の女性役員とアート・フランス社長の自宅とそれぞれの会社を家宅捜索、同年12月10日に三菱商事と画廊関係者など3法人、個人3人を古物営業法違反で書類送検した。が、三菱商事と同商事ディベロッパー事業部の部長代理については不起訴（起訴猶予）になった。
翌年3月20日には、東京地方検察庁が2人を略式起訴、その後東京簡易裁判所で略式命令を受け、罰金1万円を納付した。

### 所得税法違反容疑
警視庁の捜査とは別に、1991年（平成3年）11月17日、所得税法違反容疑により東京国税局査察部による強制捜査が入った。ただ、奇妙なことに、三菱商事にではなく、アート・フランス社長と「立花」の女性役員に対してだった。
この査察で、これまで行方不明だった15億円の使途不明金のうち、12億円が女性役員の手に渡ったことが判明したが、残りの3億円はどうしても行方がつかめなかった。
1991年（平成3年）4月12日付朝日新聞夕刊の報道によると、「ハーマー・ワーウィック」の名義で少なくとも3億円分の小切手が換金されたとみられる。この架空の人物「ハーマー・ワーウィック」名で裏書きされた3枚の小切手の行方だけが解明できていない。3億円は池田大作の手に渡ったのではないかとの憶測がもっぱらである。
3億円がどのように使われたのかについても噂に近い話が出回っている。1つは旧ソ連へ流れたというもので、もう1つ知られているのは政治工作資金になったというものである。

### 注
1. ↑  宗教法人は宗教活動から得た収入と境内の固定資産税は非課税である[1]。収益事業には課税されるが中小企業並みに軽減税率が適用されており、宗教法人は税金面で優遇されている[1]。宗教法人に税務調査が全く入らないということはなく、不定期ながら、一般企業と同様に調査は入る。ただ、宗教法人への税務調査に国税庁が及び腰なのは否めない。特に国税庁は創価学会に対しては腰が引けているようである[2]。創価学会に対する調査は1973年（昭和48年）が最後で、それも極めて限定的にしか調査しなかった[3]。今回の調査は17年ぶりのことで、一般企業が平均して3年に1回受けるのとは対照的である[4][5]。
2. ↑  本事件とは直接的な関係はないが、三菱商事ディベロッパー事業部は他にも創価学会と美術品を取引したことがわかっている[21]。取引の手口は、ルノワール絵画事件の場合とまったく同じである[21]。三菱商事がルノワールの油彩画2点を購入した3日後に、中国製の陶磁器約200点を造船会社から同商事が22億5千万円で購入、東京富士美術館へ寄託した後、1年後に学会が7億円高い値段で購入している[21]。この取引は刑事事件化されなかった。
3. ↑  創価学会は全国で大規模な墓苑開発を多数行っているが非常にうまみのある事業で、墓苑の開発事業費は多くを学会員からの「財務」（寄付金のこと）でまかなう一方、墓は墓石代などと永代使用料をセットにして1基あたり約40万円から約90万円で学会員に販売している[22]。さらに池田大作が学会員に、墓をたくさん買うよう勧めており、いくつも墓を持つ人も多く、学会側はほとんど出費がない上に収益が非常に多い[22]。更に、墓石の販売は収益事業なので課税対象だが、1990年（平成2年）当時の創価学会はその事実を知りながら厳密な区別をせずに非課税事業として処理し脱税していた[23]。
4. ↑  そもそも、三菱商事に限らず、三菱グループ全体が創価学会と強く結びついており、学会の資金運用は三菱銀行が行っていたほか、学会による信濃町周辺の土地買い占めは三菱地所販売が暗躍、学会による大規模墓苑開発の反対運動の抑え込みや会館・高層ビルなどの建築は三菱地所が担当、東京海上火災保険との間では損保商品の偽装契約の噂まで出ている[24]。聖教新聞には三菱銀行、三菱マーカー、三菱製紙が常連として頻繁に広告を出している[25]。
5. ↑  落合『徴税権力』では、21億2,500万円[31]。
6. ↑  元情報は『週刊現代』1992年6月27日号「創価学会現職副会長が暴露した『怪事件』の真相」
7. ↑  当時、池田はソ連のゴルバチョフ大統領との会見を実現するべく工作しており、そのために必要な資金を捻出するために絵画取引が行われたとの学会の現職副会長からの匿名証言があった[45][注 6]。学会は証言内容を全否定している[46]。
8. ↑  自民党が1991年（平成3年）の高知県知事選で平野貞夫を知事候補として担ぎ出そうとした際に、四元義隆が平野に選挙資金として2億円の提供を申し出ている[47]。この四元の提供資金の原資がルノワール絵画事件で創価学会に流れた裏金であるという証言がいくつかある[47]。なお、右翼が大嫌いだった平野は四元の話を蹴り、知事選出馬も断っている[48]。